# Mount Mackintosh
Mount Mackintosh ist ein 2300 m hoher Berg im ostantarktischen Viktorialand. Im Skinner Ridge am Westrand der Eisenhower Range ragt er 2 km südwestlich des Mount Fenton auf. 
Teilnehmer der Nimrod-Expedition (1907–1909) unter der Leitung des britischen Polarforschers Ernest Shackleton entdeckt ihn. Benannt ist der Berg nach dem britischen Polarforscher Aeneas Mackintosh (1879–1916), Teilnehmer der Expedition und späterer Leiter der sogenannten Ross Sea Party während Shackletons Endurance-Expedition (1914–1917).